# José Luis Boado Martínez
José Luis Boado Martínez (València, 26 de setembre de 1939) és un empresari i polític valencià, diputat a les Corts Valencianes en la II Legislatura.
Empresari del sector immobiliari, era germà d'Alicia Boado Martínez, regidora del CDS a l'ajuntament de València. President provincial del Centro Democrático y Social a València i secretari a la Comunitat Valenciana, fou elegit diputat a les eleccions a les Corts Valencianes de 1987. De 1987 a 1991 fou president de la Comissió d'Investigació i seguiment del procés d'expropiació i relocalització del poble de Gavarda.
No es va presentar a les eleccions de 1991 i abandonà la política. Aleshores va comprar una llibreria de vell al carrer Mestre Gozalbo, 4 de València i s'ha fet llibreter. En 2012 era president del Gremi de Llibreters d'ocasió de la Comunitat Valenciana.